# Доунабейт
Доунабейт (на английски: Donabate; на ирландски: Domhnach Bat) е град в Източна Ирландия. Разположен е в графство Фингал на графство Дъблин, провинция Ленстър на 25 km северно от столицата Дъблин близо до северния бряг на Ирландско море. Има жп гара по линията Дъблин-Дроида от 25 май 1844 г. Населението му е 5499 жители от преброяването през 2006 г. 